# Jean-Baptiste Maquet
Jean-Baptiste Mathis Maquet (ur. 6 lutego 1922 zm. 30 sierpnia 1999 w Messancy) – belgijski szermierz. Reprezentant kraju podczas igrzysk olimpijskich w Helsinkach.
Na igrzyskach wystąpił zarówno w turnieju drużynowym, jak i indywidualnym szpadzistów. W turnieju drużynowym Belgowie odpadli w drugiej rundzie, natomiast w turnieju indywidualnym odpadł w półfinale.